# Konklave 1676

Wappen des Kardinalkämmerers während der Sedisvakanz

Das Konklave von 1676 war die Wahlversammlung nach dem Tod von Papst Clemens X. und dauerte vom 2. August 1676 bis zum 21. September 1676. Es wählte Papst Innozenz XI.

## Teilnehmer
Als Papst Clemens IX. am 22. Juli 1676 verstarb, zählte das Kardinalskollegium 67 Mitglieder. 44 von ihnen nahmen an der Eröffnung des Konklaves teil. Nach und nach trafen weitere Kardinäle ein, die für die Anreise nach Rom länger gebraucht hatten. Schließlich waren 63 Kardinäle zugegen.
Kreiert wurden die Kardinäle von:
- Papst Urban VIII.: 7 Kardinäle
- Papst Innozenz X.: 12 Kardinäle
- Papst Alexander VII.: 19 Kardinäle
- Papst Clemens IX.: 8 Kardinäle
- Papst Clemens X.: 19 Kardinäle

Während des Konklaves verstarben die Kardinäle Virginio Orsini und Carlo Bonelli.
- Kardinalbischöfe:

1. Francesco Barberini
2. Ulderico Carpegna
3. Giulio Gabrielli
4. Virginio Orsini (verstarb am 21. August 1676)
5. Cesare Facchinetti
6. Girolamo Grimaldi-Cavalleroni

- Kardinalpriester

1. Carlo Rossetti
2. Niccolò Albergati-Ludovisi
3. Seliger Benedetto Odescalchi, gewählter Papst
4. Alderano Cybo-Malaspina
5. Lorenzo Raggi
6. Jean-François-Paul de Gondi de Retz
7. Luigi Alessandro Omodei
8. Pietro Vito Ottoboni
9. Francesco Albizzi
10. Carlo Pio di Savoia
11. Flavio Chigi
12. Girolamo Buonvisi
13. Antonio Bichi – Bischof von Osimo
14. Giacomo Franzoni
15. Pietro Vidoni
16. Heiliger Gregorio Giovanni Gasparo Barbarigo – Bischof von Padova
17. Girolamo Boncompagni
18. Carlo Bonelli (gestorben am 27. August 1676)
19. Celio Piccolomini
20. Carlo Carafa della Spina
21. Alfonso Michele Litta
22. Neri Corsini
23. Paluzzo Paluzzi Altieri degli Albertoni
24. Giannicolò Conti
25. Giacomo Filippo Nini
26. Giulio Spinola
27. Innico Caracciolo
28. Giovanni Dolfin – Patriarch von Aquileia
29. Giacomo Rospigliosi
30. Emmanuel Théodose de La Tour d’Auvergne de Bouillon
31. Luis Manuel Fernández de Portocarrero
32. Camillo Massimo
33. Gaspare Carpegna
34. Bernhard Gustav von Baden-Durlach, OSB
35. César d’Estrées
36. Johann Eberhard Neidhardt, SJ
37. Piero Bonsi
38. Pietro Francesco Orsini, OP
39. Francesco Nerli
40. Girolamo Gastaldi
41. Federico Baldeschi Colonna
42. Galeazzo Marescotti
43. Alessandro Crescenzi
44. Bernardino Rocci
45. Fabrizio Spada
46. Mario Alberizzi, Erzbischof von Tivoli
47. Philip Thomas Howard di Norfolk, OP

- Kardinaldiakone

1. Francesco Maidalchini
2. Carlo Barberini
3. Decio Azzolini
4. Paolo Savelli
5. Sigismondo Chigi
6. Carlo Cerri
7. Lazzaro Pallavicino
8. Niccolò Acciaiuoli
9. Buonaccorso Buonaccorsi
10. Felice Rospigliosi
11. Girolamo Casanate
12. Pietro Basadonna

## Abwesende Kardinäle
- Friedrich von Hessen-Darmstadt
- Pascual de Aragón

## Verlauf

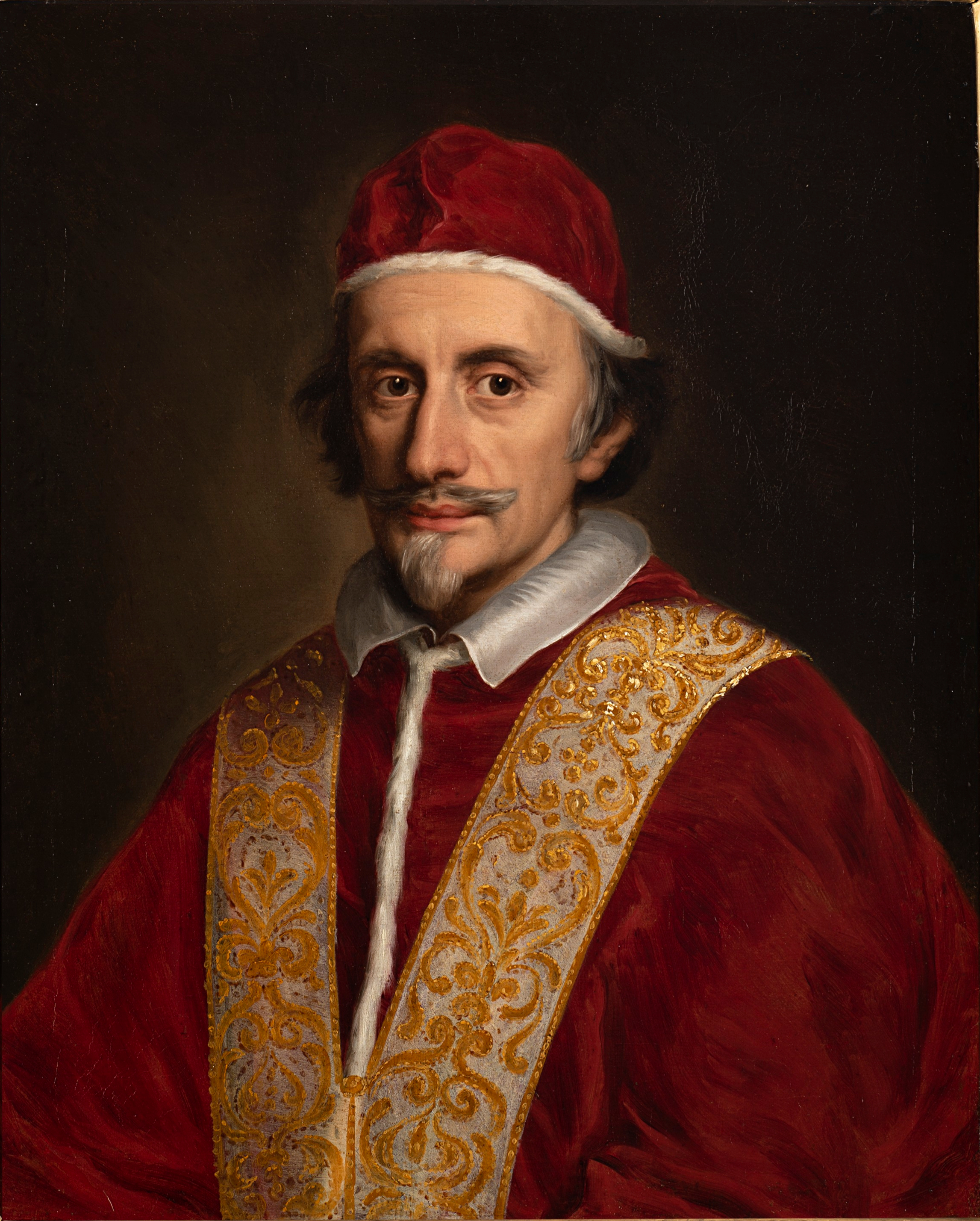
Innozenz XI., den das Konklave zum Papst wählte

Nachdem schon 1672 eine Liste mit Papstanwärtern erstellt worden war, galt zum Zeitpunkt des Konklaves nur der zum Papst gewählte Kardinal Benedetto Odescalchi als Papabile.
Im ersten Wahlgang, am 3. August 1676, erhielt Odescalchi 14 Stimmen. Außerdem wurden Stimmen für 13 weitere Kardinäle abgegeben, zudem gab es 25 Enthaltungen. Im Laufe der Wahlgänge sank die Zahl der Kandidaten, doch dies kam Odescalchi zunächst nicht zugute. Beim 107. Wahlgang am 20. September erhielt er nur 8 Stimmen, weitere 19 Stimmen verteilten sich auf die Kardinäle Francesco Barberini, Felice Rospigliosi und Mario Alberizzi, während sich 30 Kardinäle ihrer Stimme enthielten. Tags darauf wurde Odescalchi per Akklamation zum Papst bestimmt.
Mit der Inthronisation des neuen Papstes, am 4. Oktober 1676, endete eine Sedisvakanz von 75 Tagen.